# Cara Mund
Cara Mund, née le 8 décembre 1993 à Bismarck, Dakota du Nord, aux États-Unis, est la première Miss Dakota du Nord (en) (2017), à être couronnée, en 2018, Miss America.

## Jeunesse
Cara Mund est une chorégraphe et une danseuse primée à l'échelle nationale. À l'école secondaire, elle se forme à la danse, durant quatre étés, avec les Radio City Rockettes (en) et reconnue comme étant une Rockette Women, en 2019.

### Source de la traduction
- (en) Cet article est partiellement ou en totalité issu de l’article de Wikipédia en anglais intitulé « Cara Mund » (voir la liste des auteurs).